# Ugo Bologna
Pour les articles homonymes, voir Bologna (homonymie).
Ugo Bologna  est un acteur italien né le 11 septembre 1917 à Milan et mort le 29 janvier 1998 à Rome.

## Biographie
Né à Milan, fils d'un employé  municipal et d'une mère au foyer, Ugo Bologna commence à travailler en 1936 comme instituteur d'école primaire. En 1939, il fréquente les cours pour élèves-officiers dans les territoires occupés de Pula. Soldat pendant la Seconde Guerre mondiale, il est blessé lors d'une bataille et reçoit la médaille de bronze a la valeur militaire.
En 1950, il décidé d'abandonner son métier d'enseignant pour se consacrer à la comédie. Après l'inscription à un cours d'art dramatique auprès d'Isabella Riva, il fait ses débuts sur la scène avec la compagnie théâtrale Fantasio Piccoli. Actif au cinéma dans les années 1970 et 1980,  il interprète surtout des rôles de genre et des rôles comiques.
Très actif dans le doublage, Ugo Bologna fonde en 1970 à Milan la société CDM (Cooperativa Doppiatori Milanesi). 
Il meurt à Rome le 29 janvier 1998 d'une crise cardiaque.

## Filmographie
- 1973 : La Guerre des gangs (Milano rovente) d'Umberto Lenzi
- 1973 : Cinq Jours à Milan (Le cinque giornate) de Dario Argento
- 1975 : Di che segno sei? de Sergio Corbucci
- 1975 : La police a les mains liées (La polizia ha le mani legate) de Luciano Ercoli
- 1975 : Face d'espion CIA (Faccia di spia) de Giuseppe Ferrara
- 1975 : Un flic hors la loi (L'uomo della strada fa giustizia) d'Umberto Lenzi
- 1976 : Il secondo tragico Fantozzi de Luciano Salce
- 1976 : Pour un dollar d'argent (Sangue di sbirro) d'Alfonso Brescia
- 1978 : Sam et Sally, épisode La Corne d'antilope de Robert Pouret : le commissaire
- 1980 : L'Avion de l'apocalypse (Incubo sulla città contaminata) d'Umberto Lenzi
- 1981 : Fracchia la belva umana de Neri Parenti
- 1981 : Spaghetti a mezzanotte  de Sergio Martino
- 1983 : Fantozzi subisce ancora de Neri Parenti
- 1983 : Sapore di mare de Carlo Vanzina
- 1984 : Les bêtes féroces attaquent (Belve feroci) de Franco Prosperi
- 1986 : Grandi magazzini de Castellano et Pipolo